# Alison Records
Alison Records ist ein Independent-Label für Gitarren-Pop und Elektronika aus Lüneburg.
Das Label wurde 1995 von Hans-Peter Lorenzen gegründet und fokussierte seine Veröffentlichungen anfangs auf das Veröffentlichen sogenannter Shoegazing-Bands, einem Genre, dass zu Beginn der 1990er Jahre vor allem durch britische Bands wie Slowdive, Ride, Swervedriver und Lush geprägt wurde. Eine der wichtigsten frühen Veröffentlichungen in zählt das erste Album Not Here – Not Now der Dresdner Band Malory.
Seit der Übernahme des Labels durch Robin Kuchar im Jahr 2005 öffnete sich der musikalische Fokus des Labels in Richtung Indiepop und Elektronika, wobei die Wurzeln aber nicht in Vergessenheit gerieten. Ergebnis war die Veröffentlichung des Debütalbums Never Got Tatooed der Wiesbadener Band Scut, die im Umfeld der Wiesbadener Szene um Bands wie Readymade und Rewika Records aktiv war. 2006 folgte die Debüt-EP der Regensburger A Hundred Times Beloved. Nach dem Digitalvertrieb über Finetunes 2006 erlangte das Label 2007 einen Vertriebsdeal mit Cargo Records Deutschland, über den die Alben Antarctic Sunrise von A Hundred Times Beloved, This Is How It Feels When You Stumble von Scut sowie 2008 in Kooperation mit dem Düsseldorfer Label Babsies Diktatur das Debüt Treehouse des Songwriters Honig veröffentlicht wurde. 2009 erschien das selbstbetitelte Album der Hannoveraner Situation Leclerq, mit dem sich das musikalische Spektrum Alison Records weiter – und dieses Mal in Richtung tanzbaren Elektropop – öffnete. Die Abschieds-EP von Scut, Counting Down the Numbers, die 2011 über New Music Distribution erschien, ist bislang die letzte Alison Veröffentlichung.
Neben der Labeltätigkeit war Alison Records von 2007 bis 2011 auch im Bereich Booking tätig. Im Umfeld des Labels wurden seit 2005 zahlreiche Konzerte und Clubabende in Lüneburg und Hamburg durchgeführt.
Das Label veranstaltet regional auch Literatur- und Musikabende.

## Künstler
Künstler, die über Alison Records Tonträger veröffentlicht haben:
- Fiel Garvie
- Here
- Highspire
- Honig
- A Hundred Times Beloved
- Malory
- Monster Movie
- Planet 9
- Resplandor
- Scut
- Situation Leclerq
- Silvania
- Skywave

2003 veröffentlichte das Label Patetico Recordings einen EP-Sampler zur Alison Records 2003 Tour, auf dem neben Malory, Resplandor, Highspire und Skywave auch Stellarscope zu hören sind.